# Gare d’Ebersheim
Gare d'Ebersheim – przystanek kolejowy w Ebersheim, w departamencie Dolny Ren, w regionie Grand Est, we Francji.
Obecnie jest stacjąSociété nationale des chemins de fer français (SNCF), obsługiwaną przez pociągi TER Alsace.

## Położenie
Znajduje się na wysokości 169 m n.p.m., na 36,394 km Strasburg – Bazylea, pomiędzy stacjami Kogenheim i Sélestat.

## Linia kolejowa
- Strasburg – Bazylea